# Atya scabra
Atya scabra е вид ракообразно от семейство Atyidae.

## Разпространение
Видът е разпространен в Ангола, Бразилия (Баия, Еспирито Санто, Пернамбуко, Рио Гранди до Норти, Рио Гранди до Сул, Рио де Жанейро, Санта Катарина, Сао Пауло и Сеара), Венецуела, Габон, Гваделупа, Гватемала, Гренада, Демократична република Конго, Доминика, Доминиканска република, Екваториална Гвинея (Анобон), Кабо Верде, Колумбия, Коста Рика, Куба, Кюрасао, Либерия, Мартиника, Мексико (Веракрус, Идалго, Оахака, Пуебла, Табаско, Тамаулипас и Чиапас), Монсерат, Никарагуа, Панама, Пуерто Рико, Сао Томе и Принсипи (Сао Томе), Сейнт Китс и Невис, Сейнт Лусия, Тринидад и Тобаго, Хаити, Хондурас и Ямайка.